# ISO 3166-2:HR
ISO 3166-2:HR è uno standard ISO che definisce i codici geografici delle suddivisioni della Croazia; è un sottogruppo dello standard ISO 3166-2.
I codici sono assegnati alle venti regioni e alla città di Zagabria, che ha lo stesso status delle regioni; sono formati da HR- (sigla ISO 3166-1 alpha-2 dello Stato), seguito da due numeri.

## Codici

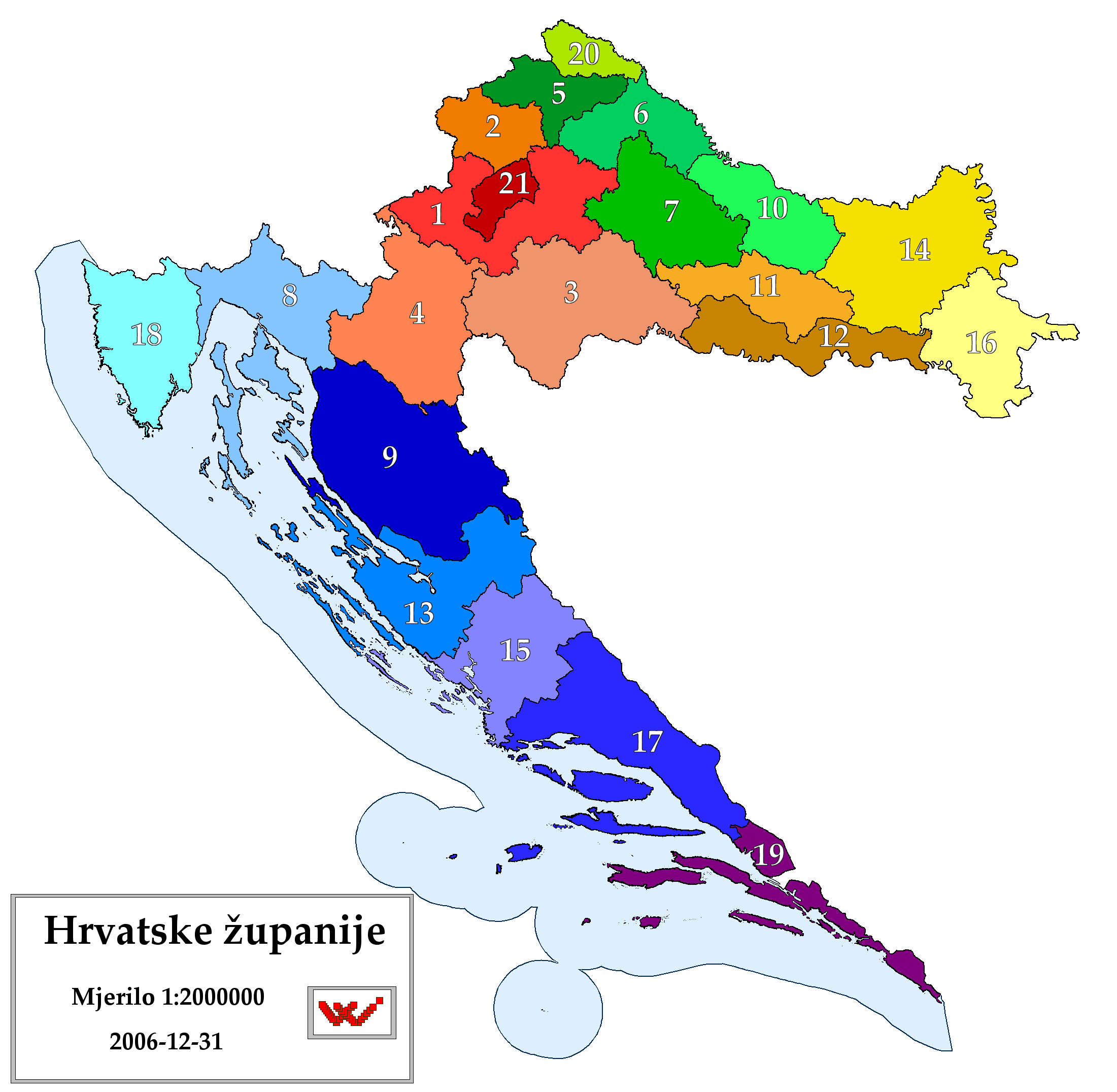
Mappa della Croazia suddivisa in regioni, con il loro codice ISO 3166-2.

| Codice | Regione                                 |
| ------ | --------------------------------------- |
| HR-21  | Zagabria                                |
| HR-07  | Regione di Bjelovar e della Bilogora    |
| HR-12  | Regione di Brod e della Posavina        |
| HR-19  | Regione raguseo-narentana               |
| HR-18  | Regione istriana                        |
| HR-04  | Regione di Karlovac                     |
| HR-06  | Regione di Koprivnica e Križevci        |
| HR-02  | Regione di Krapina e dello Zagorje      |
| HR-09  | Regione della Lika e di Segna           |
| HR-20  | Regione del Međimurje                   |
| HR-14  | Regione di Osijek e della Baranja       |
| HR-11  | Regione di Požega e della Slavonia      |
| HR-08  | Regione litoraneo-montana               |
| HR-03  | Regione di Sisak e della Moslavina      |
| HR-17  | Regione spalatino-dalmata               |
| HR-15  | Regione di Sebenico e Tenin             |
| HR-05  | Regione di Varaždin                     |
| HR-10  | Regione di Virovitica e della Podravina |
| HR-16  | Regione di Vukovar e della Sirmia       |
| HR-13  | Regione zaratina                        |
| HR-01  | Regione di Zagabria                     |